# Tweede Kamerverkiezingen 1858
De Tweede Kamerverkiezingen 1858 waren periodieke Nederlandse verkiezingen voor de Tweede Kamer der Staten-Generaal. Zij vonden plaats op 8 juni 1858.
Nederland was verdeeld in 38 kiesdistricten, waarin 68 leden van de Tweede Kamer gekozen werden. Een kiezer bracht evenveel stemmen uit als er afgevaardigden in zijn kiesdistrict gekozen werden. Om gekozen te worden moest een kandidaat minimaal de districtskiesdrempel behalen.
De verkiezingen werden gehouden vanwege het periodiek aftreden van 34 leden van de Tweede Kamer van wie de zittingstermijn afliep op 19 september 1858. In een kiesdistrict was een tweede verkiezingsronde benodigd tussen de twee hoogstgeplaatste (niet-direct gekozen) kandidaten uit de eerste ronde vanwege het niet-behalen van de districtskiesdrempel. Deze tweede ronde vond plaats op 22 juni 1858. 

## Uitslag

### Opkomst
|                  | 1856   | 1856      | 1858   | 1858  |
| # stemmen        | %      | # stemmen | %      |       |
| ---------------- | ------ | --------- | ------ | ----- |
| Kiesgerechtigden | 80.975 |           | 81.091 |       |
| Niet opgekomen   | 41.511 | 51,26     | 47.080 | 58,06 |
| Opkomst          | 39.464 | 48,74     | 34.011 | 41,94 |

### Verkiezingsuitslag naar groepering
| Groepering                | Zetels | Zetels | Zetels | Zetels | Zetels | Zetels |
| Groepering                | 1856   | Af     | Bij    | 1858   | +/−    |        |
| ------------------------- | ------ | ------ | ------ | ------ | ------ | ------ |
| thorbeckianen             | 21/24  | 12     | 12     | 24     | 0      |        |
| conservatieven            | 22/20  | 9      | 8      | 19     | −1     |        |
| liberalen                 | 8/7    | 6      | 7      | 8      | +1     |        |
| antirevolutionairen       | 5      | 2      | 2      | 5      | 0      |        |
| conservatief-katholieken  | 4      | 3      | 3      | 4      | 0      |        |
| conservatief-liberalen    | 4      | 1      | 1      | 4      | 0      |        |
| conservatief-protestanten | 3      | 1      | 1      | 3      | 0      |        |
| gematigde liberalen       | 1      | 0      | 0      | 1      | 0      |        |
| totaal                    | 68     | 34     | 34     | 68     | 0      |        |

### Gekozen leden
Bij deze verkiezingen werden 31 leden herkozen. De stemmingen voor de overige drie vacatures hadden de volgende resultaten:
- in het kiesdistrict Amsterdam werd Albertus Duymaer van Twist (liberalen) gekozen in de vacature ontstaan door het periodiek aftreden van Jean Baud (conservatieven) die had aangegeven niet herkiesbaar te zijn;

- in het kiesdistrict Maastricht werd Charles de Bieberstein Rogalla Zawadsky (thorbeckianen) gekozen in de vacature ontstaan door het periodiek aftreden van Charles de Limpens (thorbeckianen) die had aangegeven niet herkiesbaar te zijn;

- in het kiesdistrict Sneek werd Wilco Lycklama à Nijeholt (conservatieven) gekozen in de vacature ontstaan door het periodiek aftreden van Pieter Vegilin van Claerbergen (conservatieven) die had aangegeven niet herkiesbaar te zijn;

De zittingsperiode van de Tweede Kamer ging in op 20 september 1858. De zittingstermijn van Tweede Kamerleden bedroeg vier jaar.